# Маньелга
Мань-Елга (Мин-Елга, Маньелга) — река в России, протекает в Ашинском районе Челябинской области. Устье реки находится в черте города Аша в 124 км по правому берегу реки Сим. Длина реки составляет 12 км.

## Этимология
Гидроним Мин-Елга имеет тюркское происхождение. Так, на баш. елга значит «река», а термин мин (мен, минг) вероятно образован от древнего башкирского родоплеменного объединения, которые занимали эти земли. Таким же образом термин мин связан с другими подобными названиями рек и поселений (Миня, Мини, Минка). 

## Данные водного реестра
По данным государственного водного реестра России относится к Камскому бассейновому округу, водохозяйственный участок реки — Сим от истока и до устья, речной подбассейн реки — Белая. Речной бассейн реки — Кама.
По данным геоинформационной системы водохозяйственного районирования территории РФ, подготовленной Федеральным агентством водных ресурсов:
- Код водного объекта в государственном водном реестре — 10010200612111100019164
- Код по гидрологической изученности (ГИ) — 111101916
- Код бассейна — 10.01.02.006
- Номер тома по ГИ — 11
- Выпуск по ГИ — 1